# Felipe Baca
Pour les articles homonymes, voir Baca.
Luis Felipe de Jesús Baca (1828-1874) est un fermier et homme politique américain. Il est aussi le fondateur de la ville de Trinité dans l'état du Colorado, qui porte le nom de comté de Baca en son honneur.

## Biographie
Né en 1928 dans la ville de Taos (Nouveau le Mexique), où il habite pendant 29 ans, il devient un fermier et un éleveur prospère qui se spécialise principalement à l’élevage de moutons. Dans cette même ville, il épouse María Dolores Gonzales, avec qui il engendre neuf enfants,.

## Fondation de la ville de Trinidad
Pour vendre sa production, Baca avait l’habitude de parcourir la route de sa ville à Denver à Sainte Foi. En 1860, transportant une cargaison de farine, il découvre une vallée adjacente à une rivière connue sous le nom de Purgatorio. Depuis cette découverte, il  se consacre à analyser les possibilités de cette terre pour y mener des activités agricoles et pastoreo. Cet automne-là, il s’y installe avec sa famille et parvient à récupérer une partie des basses terres. Après cela, il attend l’arrivée du printemps pour faire pousser ses premières récoltes.
Il revient dans sa ville pour exhiber sa première cueillette, composée principalement de melones et de grains, ce qui encourage rapidement ses anciens voisins. En 1862, douze familles de la ville de Taos traversent la route appelée Paso Ratón pour se déplacer près de la famille Baca dans la nouvelle colonie.
Résidant au cœur de la cité, Baca joue le rôle de chef de file de la communauté. En 1866, il forme une alliance avec William Hoene pour y fonder le premier magasin local, qu'ils nomment Trinidad Town Company. Cette même année, la ville voit naître une école et une église catholique. Cette dernière est construite avec de l'argent et sur un terrain donnés par la famille Baca.

## Carrière politique
Après avoir construit Trinidad, Baca s'implique dans la politique territoriale. En 1870, il remporte un siège à l'Assemblée générale du Colorado en tant que représentant républicain et occupe ce poste pendant deux ans. Il est favorable à la division du sud du Colorado, en supposant qu'il serait éclipsé par Denver, mais la majorité anglo à la législature s'y oppose et le Colorado couvre l'ensemble du territoire depuis 1876, la même année de sa fondation en tant qu'État.

## Mort
Il meurt en 1874 à l’âge de quarante-six ans à Trinidad, la ville fondée par lui.
Dans son testament, exécuté quelques jours après sa mort, il est considéré comme un homme riche, tant pour ses biens que pour ses revenus. Toute sa fortune est partagée entre sa femme et leurs neuf enfants.
Son corps repose au Cimetière Catholique de Trinité.

## Dans l'histoire
- En 1889, la législature du Colorado approuve le zonage d’un terrain de deux mille cinq cents milles carrés au sud-est de l'État pour lui donner le nom de comté de Baca, en l'honneur du fondateur de la ville de Trinidad.
- Depuis 1970, la maison qu'il occupait avec sa femme est inscrite au Registre National de Lieux Historiques sous le nom de Casa Baca. À partir de cette date, ce bâtiment se transforme en musée. La propriété avait été achetée un an avant sa mort, en 1873, en échange de vingt-deux mille livres de lainee[6].